# Aranno
Aranno is een gemeente en plaats in het Zwitserse kanton Ticino, en maakt deel uit van het district Lugano.
Aranno telt 300 inwoners.